# 타빗 수
타빗 수는 음 아닌 정수 n에 대해 3·2n−1꼴의 수이다.
2, 5, 11, 23, 47, 95, 191, 383, 767, 1535, 3071, 6143, 12287, 24575, 49151, 98303, 196607, 393215, 786431, 1572863, ... (OEIS의 수열 A055010)

## 같이 보기
- 친화수